# Varászló
Varászló é um município da Hungria, situado no condado de Somogy. Tem 12,76 km² de área e sua população em 2019 foi estimada em 155 habitantes.